# 1843
Cette page concerne l'année 1843 (MDCCCXLIII en chiffres romains) du calendrier grégorien.
L'année 1843 est une année commune qui commence un dimanche.

## Événements

### Afrique
- 15 mars : Blaise Brüe arrive à Ouidah. En mai, il négocie un accord commercial avec le roi Ghézo d’Abomey pour la maison Régis de Marseille, destiné à promouvoir l’exploitation et le commerce d’huile de palme[1].
- 24 mars : confiscation des terres indigènes en Algérie. Le gouverneur Bugeaud confisque 200 000 ha de terres habous (propriétés religieuses), dont 168 000 autour d’Alger (ordonnances du 24 mars 1843 et du 21 juillet 1846). 55 000 hectares sont attribués aux colons européens, 32 000 aux indigènes, 95 000 à l’État[2]. Cette décision a pour conséquence le déplacement de populations indigènes vers le sud.
- Avril-mai, Algérie : les révoltes qui éclatent dans la vallée du Chélif au début de l’année obligent Bugeaud à créer des établissements militaires permanents à El-Asnam, qui est rebaptisée Orléansville (26 avril), puis à Ténès (3 mai), Tiaret, Teniet-el-Had et Boghar[3],[4].
- 12 mai : proclamation Napier. Le Royaume-Uni annexe le Natal à la province du Cap en Afrique du Sud[5]. Les Boers entreprennent alors un deuxième trek en direction du Transvaal. Ils franchissent le Drakensberg, puis le fleuve Orange et fondent l’État libre d'Orange.

- 16 mai : prise de la smala[3]. Le duc d’Aumale attaque par surprise avec 600 cavaliers la smala d’Abd el-Kader à la source de Taguin et fait 3 000 prisonniers. La Smala est une ville de tente habitée par 20 000 à 60 000 habitants qui se déplacent avec les troupes régulières de l’émir[4].
- 7 juin, Éthiopie : traité d’amitié d’Angoläla entre le roi du Shewa, Sahle Selassié, et le roi de France, représenté par Rochet d'Héricourt[6].
- 18 juin : établissement français de Fort-d’Aumale dans l’estuaire du Gabon[7].
  - Les exportations d’esclaves à partir de l’estuaire du Gabon (3 000 à 5 000 par an avant 1845), devenues plus difficiles avec l’établissement du comptoir militaire Français, se replient vers le sud, au cap Lopez où le port de Sangatanga, capitale des Orungu, devient le grand port négrier de toute la région (1850-1860).

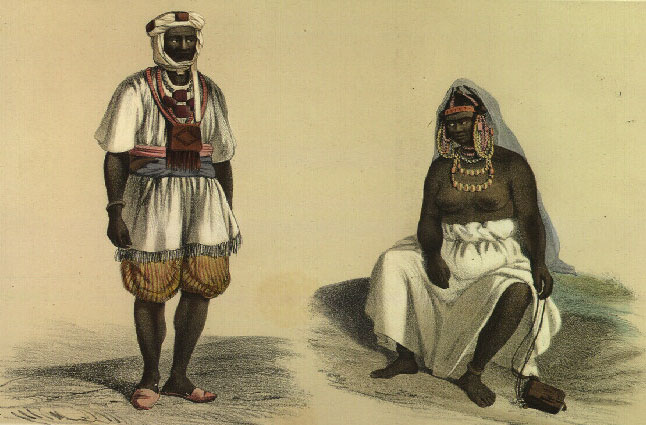
Griots du pays de Bondou : homme en costume de cérémonie à gauche et femme en costume ordinaire. Illustration de Voyage dans l'Afrique occidentale, comprenant l'exploration du Sénégal... expédition dirigée par Raffenel.

- 16 août : départ de Saint-Louis d’une expédition dirigée par Raffenel. Elle remonte le Sénégal jusqu’à Bakel (2 septembre), puis la Falémé jusqu’à Sansanding, visite les mines d’or du Kéniéba dans le Bambouk (15 décembre), explore les pays de Galam, de Woolli et de Boundou, puis descend la Gambie depuis Baracounda jusqu’à l’Océan (fin le 16 mars 1844)[8].
- 11 novembre, Algérie : victoire française du général Tempoure à la bataille de l'oued El Malah, au cours de laquelle le meilleur lieutenant d’Abd el-Kader, Ben Allel, est tué. Abd el-Kader se réfugie au Maroc[9].
- 13 décembre : un traité signé entre Moshoeshoe Ier, chef des Basotho, et Sir George Napier, gouverneur de la colonie du Cap, reconnaît officiellement le Basutoland[10].

- Établissement en Cyrénaïque de l’ordre religieux senousi (Sanūsiyya), fondé à La Mecque en 1837. Il établit des centres fortifiés (zawiya) dans les régions bordant le sud du Sahara et dans les villes[11]. Le sultan du Ouaddaï Mohammed Chérif, qui a rencontré le fondateur de la confrérie Muhammad ibn 'Ali al-Sanusi lors d'un pèlerinage à La Mecque dans les années 1830 adhère à la confrérie des Senousis. La route entre Benghazi et Abéché est réactivée[12].
- Des religieux français fondent à Tunis une école de filles (1843) puis une école de garçons (1844)[13].

### Amérique
- 8 février : tremblement de terre à Pointe-à-Pitre[14].
- 16 février, Uruguay : Montevideo est assiégée par les blancos et le dictateur argentin Rosas[15] (fin en 1851). La Grande Guerre commence à la fin du mandat de Fructuoso Rivera le 1er mars. L’affrontement se termine sans vainqueur ni vaincu et laisse l’Uruguay en ruine.
- 3 mars : Disunion Letter. John Quincy Adams et douze élus wighs au Congrès s’opposent à l’annexion du Texas par les États-Unis[16].
- 14 mars : Jean-Pierre Boyer, président de la république d'Haïti depuis 1818, est contraint d'abandonner le pouvoir[17].
- 8 avril : présidence despotique de Manuel Ignacio de Vivanco au Pérou[18] (fin le 17 juillet 1844).
- 20 avril : promulgation d’une Constitution centraliste et autoritaire en Colombie[19].
- 1er mai : mariage à Rio de Janeiro du prince de Joinville avec la fille de l’empereur dom Pedro du Brésil[20].
- 16 mai : bataille de Campêche entre les flottes du Mexique et du Texas[21].

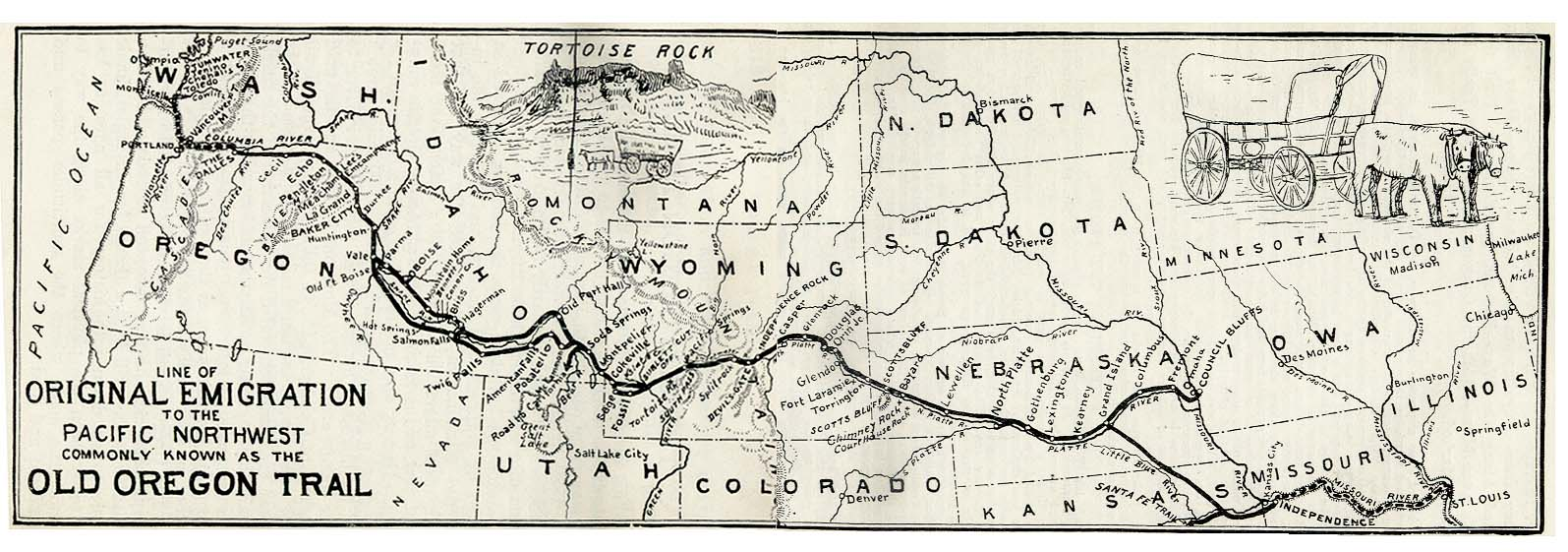
22 mai : ouverture de la Piste de l'Oregon

- 22 mai : environ 875 pionniers quittent la ville d’Independence pour se diriger vers l’Oregon[22]. C’est le début d’une énorme vague de migration vers l’ouest (Piste de l'Oregon).
- 29 mai : départ de Kansas City de l’expédition Frémont, qui explore la Californie, dont elle corrigera la cartographie, jusqu’alors approximative[23].
- Juin : naissance aux États-Unis de l'American Republican Party, parti des nativistes[24], qui regroupe des Américains qui exigent que l’accès à la fonction publique et le droit de vote soit interdit aux émigrants, notamment aux Irlandais, en majorité catholiques.
- 23 août : le président Santa Anna annonce que l’annexion du Texas par les États-Unis serait considéré comme un acte de guerre par le Mexique[25].

### Asie et Pacifique
- 17 février - 24 mars : victoires de Charles James Napier aux batailles de Mianee et de Dubba. Le 5 mars, malgré l’abandon officiel de la politique expansionniste de Wellesley, le Royaume-Uni annexe le Sind en Inde après la mort de son souverain Ranjit Singh (1839), pour consolider la frontière sur l’Indus[26].
- 25 février : Lord George Paulet (en) s’empare d’Hawaii au nom du Royaume-Uni[27].
- 20 avril : création de la British India Society au Bengale par George Thompson[28]. Elle se donne pour objectif le développement de la prospérité et des justes droits de toutes les classes de citoyens.
- 17 juin : massacre de Wairau, conflit entre les colons britanniques et les Maori en Nouvelle-Zélande[29].
- 4 novembre, Japon : le ministre Mizuno Tadakuni est limogé après l’échec des réformes (dites de l’Ère Tenpō) entreprises depuis 1841[30].
- 5 novembre : prenant pour prétexte l’expulsion de missionnaires catholiques en 1836, la France annexe Tahiti[31].
- 19 novembre, Moukhtara : au Liban, les notables druzes et maronites s’entendent pour donner le pouvoir à l’émir Asaad Kaadan Chehab. Les grandes puissances font pression sur la Porte, qui a établi une administration directe sur le Liban, pour que soit entreprise une réforme constitutionnelle. Umar Pacha crée des assemblées de notables aux côtés de deux caïmacanats, l’un maronite au nord, l’autre druze au sud[32].
- 28 novembre : la France et la Grande-Bretagne s’engagent à respecter l’indépendance d’Hawaii[33].
- 20 décembre : première tentative d’évangélisation de Canaques en Nouvelle-Calédonie par les pères maristes, qui s’installent à Balade[34].

- Java : la famine éclate dans la région de Cheribon à la suite de la décision d’ajouter le riz à la liste des cultures d’État[35]. Le Cultuurstelsel provoque de grandes famines et de nombreuses révoltes dans certaines régions de Java entre 1843 et 1850.

### Europe
- 1er janvier (20 décembre du calendrier julien) : Georges III Bibesco est élu prince de Valachie ; son élection est confirmée par la Porte le 17 et le 25 il est intronisé solennellement (fin en 1848)[36].
- 8 mars : Christian VIII de Danemark accorde une autonomie accrue aux communes et rétablit en Islande la Diète locale, l’Althing, comme assemblée consultative[37].
- 20 avril (8 avril du calendrier julien) : 
  - en Russie, oukase organisant les migrations vers la Sibérie[38] (50 000 départs officiels entre 1844 et 1861).
  - mariage à Saint-Cloud de la princesse Clémentine d'Orléans avec le prince Auguste de Saxe-Cobourg.
- 18 mai : crise religieuse en Écosse (schisme de 1843)[39].
- 23 juillet, Espagne : coup de force du général modéré Narváez qui chasse Espartero et proclame la majorité d’Isabelle II d’Espagne le 8 novembre (fin de règne en 1868[40]). Les modérés se maintiennent au pouvoir pendant dix ans (décennie blanche).
- 2 août : le régent Espartero quitte l’Espagne à bord d’un navire britannique. Il embarque à El Puerto de Santa María pour se réfugier en Angleterre[40].
- 2 - 7 septembre : visite de la reine Victoria au roi Louis-Philippe en Normandie, au château d'Eu, établissant l'Entente cordiale entre le Royaume-Uni et la France[41].
- 4 septembre : Léopoldine Hugo, fille de Victor Hugo et son époux, Charles Vacquerie, se noient dans la Seine à Villequier (Seine-Maritime) par suite du chavirage de leur canot à voile[42].

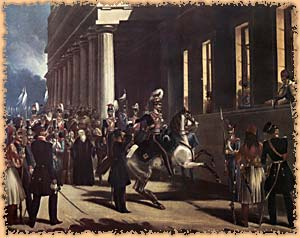
15 septembre : coup d'État du 3 septembre 1843. Dimitrios Kallergis est au centre, à cheval. Le roi Othon, en costume grec est à la fenêtre, ainsi que la reine Amalia.

- 15 septembre (3 septembre du calendrier julien) : coup d’État militaire (Dimitrios Kallergis et Yánnis Makriyánnis) et insurrection à Athènes qui provoque le passage à une monarchie constitutionnelle en Grèce. Othon Ier doit convoquer une Assemblée nationale chargée de mettre en place une Constitution. Le chef du nouveau gouvernement, Metaxás décide d’expulser tous les Bavarois encore présent en Grèce[43].
- 11 octobre : répression de l’agitation catholique contre l’Acte d'Union en Irlande : le gouvernement britannique, qui avait dû autoriser de nombreux meetings catholiques depuis 1841, interdit une manifestation prévue le 8 octobre à Clontarf. Le chef de file du mouvement catholique, Daniel O'Connell, est arrêté[44].
- 10 novembre : Isabelle II d’Espagne prête serment à la Constitution[40].
- 28 novembre, Espagne : Salustiano Olózaga, ancien ambassadeur en France, fait dissoudre les Cortès par la reine Isabelle. Des rumeurs circulent affirmant qu’Olozaga obtient de la jeune reine (11 ans) sa signature de force[45]. Le lendemain le général Narvaez devant le bureau des Cortès fait refaire le récit de la reine. Ils lui font signer deux décrets : l’un révoquant la dissolution des Cortès, l’autre révoquant Olozaga qui se présente peu après chez la reine, puis s’enfuit[46]. Le 30 novembre, les deux décrets paraissent dans la Gazette.

- VIe section de la Chancellerie privée en Russie, chargée de l’administration de la Transcaucasie[47].
- Le latin est remplacé par le hongrois comme langue officielle en Hongrie[48].
- Codification du slovaque écrit par Ľudovít Štúr[49].

## Fondations en 1843
- Monastère de Courtrai, situé à Courtrai, en Belgique, fondé par des moniales Colettines.

## Naissances en 1843
- 2 janvier : Luigi Capello, peintre italien († 16 février 1902).
- 8 janvier : Alphonse Lévy, peintre, illustrateur et caricaturiste français († 2 février 1918).
- 11 janvier : Adolf Eberle, peintre allemand († 24 janvier 1914).
- 24 janvier : Paolo Carcano, homme politique italien († 6 avril 1918).
- 29 janvier : William McKinley, futur président des États-Unis († 14 septembre 1901).

- 6 février : Paul Sébillot, ethnologue français († 23 avril 1918).
- 10 février : Adelina Patti, chanteuse d'opéra (soprano colorature) italienne († 27 juillet 1919).
- 13 février : Georg von Rosen, peintre suédois († 3 mars 1923).
- 14 février : Louis Diémer, pianiste et compositeur français († 21 décembre 1919).
- 19 février : Leonardo de Mango, peintre orientaliste italien († 27 janvier 1930).
- 22 février :
  - Annibale Brugnoli, peintre italien († 11 décembre 1915).
  - Alfredo d'Escragnolle Taunay, écrivain, historien et homme politique brésilien d'origine française († 25 janvier 1899).
- 24 février : Teófilo Braga, poète, historien de la littérature, essayiste et homme politique portugais († 28 janvier 1924).

- 3 mars :
  - Nicolas-Félix Escalier, peintre français († 30 novembre 1920).
  - Fernand Thesmar, peintre et maître émailleur français († 5 avril 1912).
- 6 mars : Arthur Napoleão, éditeur de musique, marchand d'instruments, pianiste et compositeur brésilien († 12 mai 1925).
- 7 mars : Ernest Ange Duez, peintre, illustrateur, pastelliste et aquarelliste français († 4 avril 1896).
- 14 mars : Alexandre-Louis Leloir, peintre et illustrateur français († 28 janvier 1884).
- 16 mars : Louis Gregh, compositeur français († 21 janvier 1915).
- 18 mars : Jules Vandenpeereboom, homme politique belge († 6 mars 1917).
- 23 mars : Charles Pilard, homme de lettres et musicien français († 22 octobre 1902).
- 28 mars : Hippolyte Berteaux, peintre français († 17 octobre 1926).
- 30 mars : Hans Hermann von Berlepsch, homme politique allemand († 2 juin 1926).

- 3 avril : Knut Ekvall, peintre suédois († 4 avril 1912).
- 8 avril : Asger Hamerik, compositeur danois († 13 juillet 1923).
- 14 avril : Gustave Huberti, compositeur belge lié au mouvement flamand († 28 juin 1910).
- 15 avril :
  - Henry James, écrivain américain († 28 février 1916).
  - Léon Richet, peintre français († 26 mars 1907).
- 18 avril : Adrien Moreau, peintre de genre et d’histoire français († 22 février 1906).
- 20 avril : Louis Roth, compositeur d'opérettes et chef d'orchestre autrichien († 28 septembre 1929).
- 26 avril : Ernst Leitz, entrepreneur allemand, propriétaire de l'Optical Works Ernst Leitz devenue Leica († 12 septembre 1920).

- 2 mai : Carl Michael Ziehrer, compositeur et chef d'orchestre autrichien († 14 novembre 1922).
- 3 mai : Aleksander Sochaczewski, peintre polonais († 15 juin 1923).
- 6 mai : Grove Karl Gilbert, géologue américain († 1er mai 1918).
- 9 mai : Anton von Werner, peintre prussien († 4 janvier 1915).
- 17 mai : Marius Jouve, félibre et peintre français († 27 mars 1909).
- 20 mai :
  - Emil Adam, peintre allemand († 19 janvier 1924).
  - Pedro Marqués, compositeur espagnol († 15 février 1918).

- 4 juin : Charles Conrad Abbott, archéologue et naturaliste américain († 27 juillet 1919).
- 9 juin : Bertha von Suttner, pacifiste et écrivain autrichienne († 21 juin 1914).
- 10 juin : Heinrich von Herzogenberg, compositeur autrichien († 9 octobre 1900).
- 15 juin : Edvard Grieg, compositeur norvégien († 4 septembre 1907).
- 19 juin : Charles Lefebvre, compositeur français († 8 septembre 1917).
- 23 juin : Paul von Groth, minéralogiste allemand († 2 décembre 1927).
- 30 juin : Antoine Guillemet, peintre paysagiste français († 1918).

- 2 juillet : Paul Adolphe Rajon, peintre et graveur français († 7 juin 1888).
- 5 juillet : Anton Ausserer, naturaliste allemand spécialiste des araignées († 20 juillet 1889).
- 7 juillet : Hugo Salmson, peintre suédois († 1er août 1894).
- 14 juillet : Marie-Auguste Flameng, peintre français († 26 septembre 1893).
- 17 juillet : Julio Argentino Roca, homme politique et militaire argentin († 19 octobre 1914).
- 18 juillet : René Princeteau, peintre animalier français († juillet 1914).
- 24 juillet : Eugen de Blaas, peintre italien († 10 février 1931).
- 31 juillet : Henri Taurel,  peintre français († 26 novembre 1927).

- 12 août : George Howard, 9e comte de Carlisle, aristocrate, homme politique, peintre et graveur britannique († 16 avril 1911).
- 17 août : Mariano Rampolla del Tindaro, cardinal italien († 16 décembre 1913).
- 28 août : Numa Coste, peintre, critique, journaliste et historien de l'art français († 10 juin 1907).
- 29 août : Alfred Agache, peintre français († 15 septembre 1915).

- 4 septembre : Ján Levoslav Bella, compositeur, chef d'orchestre et enseignant slovaque († 25 mai 1936).
- 11 septembre : Georges Clairin, peintre et illustrateur français († 2 septembre 1919).

- 7 octobre : Arthur Calame, peintre et graveur suisse († 24 février 1919).
- 10 octobre :
  - Nataniel Aguirre, avocat, diplomate, politique, écrivain et historien bolivien († 11 septembre 1888).
  - François Antoine Simon, militaire et homme politique haïtien († 10 mars 1923).
- 17 octobre : Giuseppe Grandi, sculpteur italien († 30 novembre 1894).
- 25 octobre : Alfred Seresia, avocat belge († 14 décembre 1901).
- 28 octobre : Dezső Bánffy, homme politique hongrois († 24 mai 1911).
- 31 octobre : Henri Regnault, peintre français († 19 janvier 1871).

- 19 novembre : Pierre Louis Alexandre (mort en 1905), docker français et modèle en Suède.
- 27 novembre : Fazlollâh Nuri, ayatollah chiite iranien († 31 juillet 1909).
- 28 novembre : Émile Bernard,organiste et compositeur français († 11 septembre 1902).

- 3 décembre : Daniele Ranzoni, peintre italien († 20 octobre 1889).
- 8 décembre : Albrecht De Vriendt, peintre belge († 14 octobre 1900).
- 11 décembre : Robert Koch, médecin et microbiologiste allemand († 27 mai 1910).
- 13 décembre : Alphonse Combe-Velluet, peintre français († 19 juin 1902).
- 23 décembre : Eugène Baudin, peintre français († 4 juillet 1907).

- Thomas Crane, illustrateur et directeur artistique anglais († 1903).

## Décès en 1843
- 4 janvier : Charles-Louis de Kesling, grand-écuyer, conseiller impérial au Landtag, conseiller secret et chambellan royal du royaume de Bavière (° 26 août 1763).
- 5 janvier : Jean-Thiébaut Géhin, chef d'entreprise et homme politique français (° 3 février 1796).
- 11 janvier : Auguste Andrade, chanteur et compositeur français (° 12 août 1793).
- 14 février : Rigores (Roque Miranda Conde), matador espagnol (° 16 août 1799).
- 19 février : Michael Joseph Quin, journaliste irlandais (° 1796).
- 8 mars : Panchón (Francisco González Díaz), matador espagnol (° 4 octobre 1784).
- 21 mars :
  - Guadalupe Victoria, président du Mexique (° 29 septembre 1786).
  - Robert Southey, écrivain et poète romantique britannique (° 12 août 1774).
- 13 avril : Georgije Bakalović, peintre serbe (° 1786).
- 26 avril : Édouard Gauttier d'Arc, diplomate, orientaliste, traducteur et écrivain français (° 9 mars 1799).
- 7 juin :
  - Friedrich Hölderlin, poète et philosophe allemand (° 20 mars 1770).
  - Georges Michel, peintre paysagiste français (° 12 janvier 1763).
- 10 juin : Theodor Gottlieb von Hippel le Jeune, homme d'État prussien (° 13 décembre 1755).
- 2 juillet : Samuel Hahnemann, à Paris, fondateur de l'homéopathie (° 10 avril 1755).
- 9 juillet : Washington Allston, peintre d'histoire, de paysages et de portraits, poète et écrivain américain (° 5 novembre 1779).
- 15 juillet : 
  - Ludwig Markus, historien, orientaliste et germaniste français d'origine allemande (° 31 octobre 1798).
  - Robert Steuart, homme politique britannique (° 1806).
- 27 juillet : Giuseppe Sabatelli, peintre italien (° 24 juin 1813).
- 4 septembre : Léopoldine Hugo et son mari Charles Vacquerie, noyés dans la Seine à Villequier (° 28 août 1824).
- 16 septembre : Ezekiel Hart, homme d'affaires et homme politique canadien juif (° 15 mai 1770).
- 19 septembre : Gaspard-Gustave Coriolis, mathématicien et ingénieur français (° 21 mai 1792).
- 30 septembre : Richard Harlan, médecin, zoologiste et paléontologue américain (° 19 septembre 1796).
- 10 novembre : John Trumbull, peintre américain (° 6 juin 1756).
- 23 novembre : Joseph Marchand, peintre français (° 1758).
- Date inconnue :
- Manuel Hermenegildo Aguirre, avocat, homme d'affaires, économiste, homme politique et diplomate espagnol puis argentin (° 1763).